# Dolichoderus laurae
Dolichoderus laurae är en myrart som beskrevs av Mackay 1993. Dolichoderus laurae ingår i släktet Dolichoderus och familjen myror. Inga underarter finns listade i Catalogue of Life.